# 债券市场指数
债券市场指数又稱债券指数，是反應債券市場好壞的一种指數。人們根据債券市場內的債券价格变化计算得出债券指数。 有些公司專門編制了债券市场指数。